# Philodromus shillongensis
Philodromus shillongensis är en spindelart som beskrevs av Benoy Krishna Tikader 1962. Philodromus shillongensis ingår i släktet Philodromus och familjen snabblöparspindlar. Inga underarter finns listade i Catalogue of Life.